# اللواء 13 مشاة (اليمن)
اللواء 13 مشاة هو لواء مدرع يمني يتبع القوات البرية في للمنطقة العسكرية الثالثة. يتمركز في محافظة مأرب.

## القادة
- العميد الركن /علي محمد الفقيه [1] ( 10 أبريل2013 - 7 أبريل 2015)
- العميد/ عبد الرب قاسم أحمد الشدادي[2] (7 أبريل 2015 - )
- العميد الركن أحمد حسان جبران (21 يناير 2017 - ).[3]